# Godman-Felskänguru

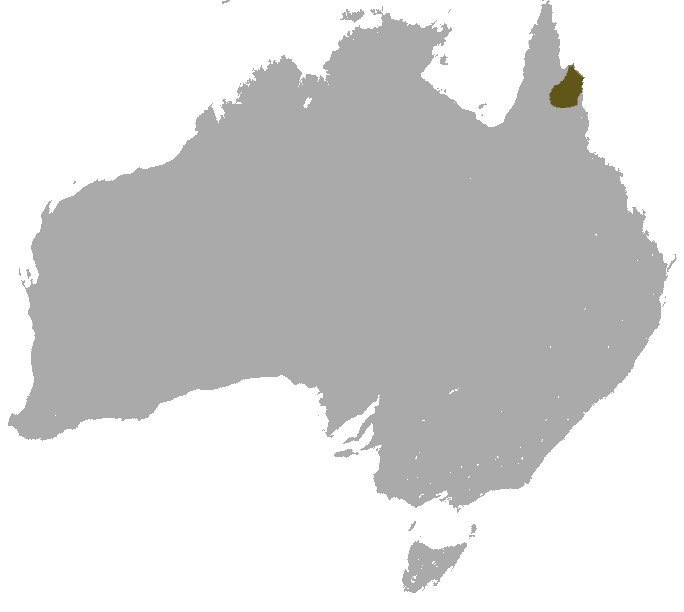
Verbreitungsgebiet des Godman-Felskängurus

Das Godman-Felskänguru (Petrogale godmani) ist eine Känguruart aus der Gattung der Felskängurus. Es lebt in einem kleinen Gebiet im Osten der Kap-York-Halbinsel nördlich des Oberlaufs des Mitchell Rivers.

## Merkmale
Männchen erreichen eine Kopfrumpflänge von 49 bis 57 cm und haben einen 49 bis 64 cm langen Schwanz und ein Gewicht von 4,1 bis 5,9 kg. Die bisher vermessenen Weibchen hatten eine Kopfrumpflänge von 41 bis 53 cm, haben einen 46,5 bis 54 cm langen Schwanz und erreichen ein Gewicht von 3,2 bis 5 kg. Die Fellfärbung variiert und ist angepasst an die Farbe der Felsen, auf denen die Tiere leben. Der Rücken ist für gewöhnlich graubraun, kann jedoch auch schwärzlich sein. Die Unterseite, die Gliedmaßen und die Basis des Schwanzes sind heller. Vorder- und Hinterfüße sind für gewöhnlich dunkler als Arme und Beine. Das Gesicht und die Gliedmaßen können auch zimtfarben sein. Auf den Wangen verläuft ein waagerechter heller Streifen. Das hintere Drittel bis Hälfte des Schwanzes ist leicht buschig und weißlich gefärbt. Das diploide Genom von Petrogale godmani umfasst 2n = 20 Chromosomen.

## Lebensraum und Lebensweise
Das Godman-Felskänguru lebt in Felsregionen und in Schluchten, die in offenem Grasland liegen. Es ist im heißen Sommer nachtaktiv, in den übrigen Jahreszeiten dämmerungs- und teilweise tagaktiv. An kalten Tagen sonnen die Tiere sich morgens auf Felsen sitzend, bevor sie die Felsen verlassen, um zu fressen. Weibchen bekommen ein einzelnes Jungtier pro Jahr. Die Lebensweise des Godman-Felskängurus entspricht wahrscheinlich der des Variablen Felskängurus (Petrogale assimilis). Genaueres ist nicht bekannt.

## Systematik
Das Godman-Felskänguru wurde im Jahr 1923 durch den britischen Zoologen Oldfield Thomas erstmals beschrieben. Es galt lange Zeit als Unterart des Queensland-Felskängurus (P. inornata), später des Bürstenschwanz-Felskängurus (P. pennicillata). Erst im Jahr 1982 bekam es wieder den Status als eigenständige Art. Das weiter nördlich vorkommende Kap-York-Felskänguru (P. coenensis) ist erst 1992 als eine vom Godman-Felskänguru unabhängige Art beschrieben worden. Im Süden seines Verbreitungsgebietes hybridisiert das Godman-Felskänguru mit dem Mareeba-Felskänguru (P. mareeba). Innerhalb der Gattung der Felskängurus (Petrogale) gehört es zur lateralis/penicillata-Artengruppe.

## Gefährdung
Das Godman-Felskänguru wird von der IUCN als gering gefährdet (Near Threatened) gelistet. In seinem etwas mehr als 20.000 km² großen Verbreitungsgebiet gibt es etwa 10 voneinander isolierte Felsgebiete, deren Fläche zusammen etwas größer als 2000 km² ist, in denen die Tiere tatsächlich vorkommen. Sie sind dort noch relativ häufig. Der Gesamtbestand wird auf etwa 10.000 Tiere geschätzt. Junge Godman-Felskängurus könnten durch verwilderte Hauskatzen erbeutet werden. Im Verbreitungsgebiet liegt der Rinyirru-Nationalpark.